# ماری دو گورنه

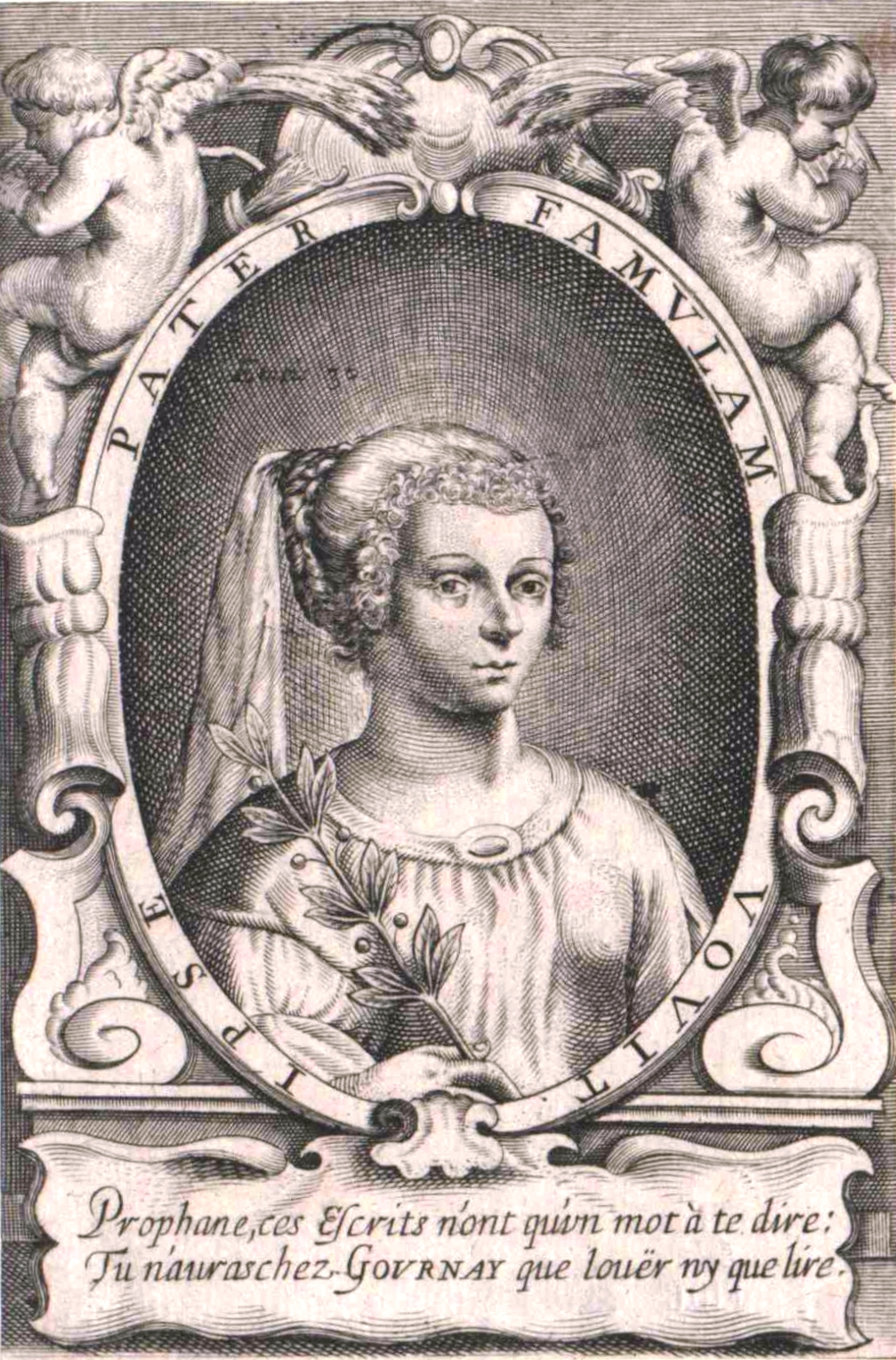
تصویر ماری دو گورنه

ماری دو گورنه (فرانسوی: [maʁi də ɡuʁnɛ]  ; ۶ اکتبر ۱۵۶۵، پاریس – ۱۳ ژوئیه ۱۶۴۵) نویسنده‌ای فرانسوی بود که یک رمان و چندین اثر ادبی دیگر نوشت. از جمله آثار برجستهٔ او می‌توان به «برابری زنان و مردان» (Égalité des hommes et des femmes, 1622) و «شکایت بانوان» (Grief des dames, 1626) اشاره کرد. او بر این باور بود که زنان باید آموزش ببینند. گورنه همچنین ویراستار و مفسر آثار میشل دو مونتنی بود. او پس از مرگ مونتنی، مقالات وی را ویرایش و منتشر کرد.

## زندگی
ماری دو گورنه در سال ۱۵۶۵ در پاریس به دنیا آمد. پدرش، گیوم لو ژار، خزانه‌دار پادشاه هانری سوم فرانسه بود. در سال ۱۵۶۸ او حق فئودالی ملک گورنه در پیکاردی را به دست آورد و در سال ۱۵۷۳، پس از خرید ملک نوفوی، به مقام «ارباب نوفوی و گورنه» دست یافت. خانواده پس از مرگ ناگهانی پدرش در سال ۱۵۷۷ به گورنه-سور-آروند نقل مکان کردند.
گورنه خودآموخته بود. او علوم انسانی را مطالعه کرد و زبان لاتین را به صورت خودآموز فراگرفت. مطالعاتش او را با آثار میشل دو مونتنی آشنا کرد. در سال ۱۵۸۸ پس از نوشتن نامه‌ای به مونتنی، در پاریس با او دیدار کرد و به‌عنوان «دخترخوانده» او پذیرفته شد. اولین کتابش را در سال ۱۵۹۴ با عنوان «گذرگاه آقای مونتنی» (Le Proumenoir de Monsieur de Montaigne) منتشر کرد.
پس از مرگ مادرش در سال ۱۵۹۱، ماری به پاریس نقل مکان کرد و خانهٔ خانوادگی را به برادرش شارل سپرد که او نیز مجبور شد آن را در سال ۱۶۰۸ بفروشد. مونتنی سال بعد از دنیا رفت و همسرش فرانسواز دو لا شاسین، نسخه‌ای از «مقالات» او را به گورنه سپرد تا آنها را منتشر کند. گورنه نخستین نسخه پس از مرگ مونتنی از «مقالات» را در سال ۱۵۹۵ منتشر کرد و در سال ۱۵۹۸ نیز نسخه‌ای اصلاح‌شده را ارائه داد. او تصمیم گرفت در پاریس زندگی کند و از طریق نویسندگی امرار معاش کند. در سال ۱۶۰۸ اثر خود دربارهٔ آموزش کودکان با عنوان «خوشامد به شاهزاده دوک دانژو» (Bienvenue à Monseigneur le Duc d'Anjou) را منتشر کرد که باعث شهرت او در میان روشنفکران پاریس شد. اثر سال ۱۶۱۰ او، «وداع با روح پادشاه فرانسه و ناوار» (Adieu de l'ame du Roy de France et de Navarre)، جنجال‌آفرین شد زیرا از یسوعی‌ها دفاع می‌کرد که مظنون به توطئه قتل شاه هانری چهارم بودند. گورنه در رسالهٔ طنزآمیزی به نام «آنتی‌گورنه» مورد تمسخر قرار گرفت و به صورت پیرزنی تندخو به تصویر کشیده شد.
در پاریس، ماری دو گورنه با هانری لوئی آبر دو مونمور آشنا شد و دانشمند معروف یوستوس لیپسیوس او را به اروپا به‌عنوان یک زن ادیب معرفی کرد. گورنه حامیانی یافت و برای ملکه مارگو، هانری چهارم فرانسه، ماری مدیچی، لوئی سیزدهم، مارکیز دو گرشویل و وزرایی چون نیکلاس دو نفویل و پی‌یر ژانن نوشت.ملکه مارگو حامی مالی او شد و گورنه به سالن ادبی ملکه دعوت شد و کمک مالی منظمی دریافت می‌کرد.
گورنه آثاری از سالوست، اووید، ویرژیل و تاسیت را ترجمه کرد. او همچنین شعرهایی دربارهٔ گربه‌اش لئونور (که نام دختر مونتنی نیز بود) و ژاندارک سرود، آثار رونسار را اقتباس کرد و دربارهٔ آموزش شاهزادگان نوشت و منتقد گروه «پرسیوسس» بود. در سال ۱۶۱۹ ترجمه‌ای با عنوان «ترجمه قطعاتی از ویرژیل، تاسیت و سالوست» منتشر کرد و در مقدمه آن با دیدگاه فرانسوا دو مالرب دربارهٔ پالایش زبان فرانسوی مخالفت کرد. به او لقب «مضحک»، «گذشته‌گرا» و «پیردختر» دادند. گورنه نیز در پاسخ، در سال ۱۶۲۲ دفاعیه‌ای قاطع از حقوق زنان با عنوان «برابری زنان و مردان» نوشت و آن را به ملکه آن اتریش تقدیم کرد. در سال ۱۶۲۴ نیز بازنگری جسورانه‌ای بر شعری از پی‌یر دو رونسار منتشر کرد.
در رمان سال ۱۶۲۶ خود «گذرگاه آقای مونتنی دربارهٔ عشق در آثار پلوتارک»، به خطراتی پرداخت که زنان در وابستگی به مردان با آن مواجه می‌شوند. مجموعه‌ای از آثارش نیز در همان سال با عنوان «سایهٔ دوشیزه گورنه» منتشر شد. او به آپارتمانی در خیابان سن‌اونوره نقل مکان کرد و به تأسیس آکادمی فرانسه کمک کرد. مستمری کوچکی که از کاردینال ریشلیو دریافت می‌کرد، او را قادر ساخت تا نسخه‌ای دیگر از «مقالات» مونتنی را در سال ۱۶۳۵ منتشر کند. او در سال ۱۶۴۱ مجموعه دیگری از آثارش را با عنوان «توصیه‌ها یا هدایای دوشیزه گورنه» منتشر کرد. ماری دو گورنه در سال ۱۶۴۵ در ۷۹ سالگی درگذشت و در کلیسای سن‌اوستاش در پاریس به خاک سپرده شد. امروزه گورنه به عنوان اولین زن فرانسوی شناخته می‌شود که در نقد ادبی نقش داشت و یکی از نخستین مدافعان برجسته برابری زنان و مردان بود. آثار گردآوری‌شده نهایی او نزدیک به ۱۰۰۰ صفحه است.

## دیدگاه دربارهٔ تحصیلات زن‌ها
استدلال‌های گورنه در دفاع از حق تحصیل زنان دارای زمینه‌ای مذهبی بود. او کاتولیک رومی و از مخالفان شناخته‌شده جنبش پروتستان در دوران جنگ‌های مذهبی فرانسه بود. گورنه در دو رساله، «برابری زنان و مردان» (Égalité des Hommes et des Femmes، منتشرشده در ۱۶۲۲) و «شکایت بانوان» (Grief des Dames، منتشرشده در ۱۶۲۶)، به دفاع از آموزش زنان پرداخت. او استدلال می‌کرد که زنان و مردان برابرند، چراکه «فضیلت مردان و فضیلت زنان یکی است؛ زیرا خداوند آنها را به‌طور یکسان آفریده و به آنها شأن و منزلتی برابر اعطا کرده است.»
«ای خواننده، خوشا به حال تو اگر از جنسی نیستی که تمامی نیکی‌ها بر او حرام شده است.»
گورنه در رساله «برابری زنان و مردان» ساختار استدلال خود را مشابه کریستین دو پیزان طراحی کرد و بحث خود را با معرفی زنان برجسته در تاریخ آغاز کرد تا توانایی زنان در کسب دانش را نشان دهد. او با تأکید بر برابری زن و مرد، از بحث دربارهٔ برتری یک جنس بر دیگری پرهیز کرد، اما این تصور را که زنان بزرگ صرفاً مشابه مردان بزرگ هستند به چالش کشید. به اعتقاد او، جای تعجب نبود که زنان را ناتوان، جاهل و متوجه جسم‌شان می‌دانند؛ زیرا فرصت‌های آموزشی بسیار کمی به آنان داده شده بود. گورنه تأکید داشت که اگر فرصت‌ها، امتیازات و آموزش‌های برابر به زنان داده شود، دستاوردهای زنان می‌تواند با مردان برابری کند. او در «شکایت بانوان» از این موضوع شکایت کرد که زنان حق مالکیت، آزادی عمل و دسترسی به مناصب عمومی ندارند. گورنه معتقد بود زنان تحصیل‌کرده حق دارند صدایشان شنیده شود، درست همان‌طور که مردان تحصیل‌کرده این حق را دارند. او مانند رنه دکارت ذهن را از بدن جدا کرد و استدلال کرد که زنان از نظر توانایی ذهنی به اندازه مردان توانمند هستند.